# Dorynota
Dorynota is een geslacht van kevers uit de familie bladkevers (Chrysomelidae).
De wetenschappelijke naam van het geslacht werd in 1837 gepubliceerd door Louis Alexandre Auguste Chevrolat in Dejean.

## Soorten
- Dorynota bidens (Fabricius, 1781)
- Dorynota boliviana Borowiec, 2005
- Dorynota matogrossoensis Borowiec, 2005
- Dorynota rileyi Borowiec, 1994
- Dorynota storki Borowiec, 2006
- Dorynota viridimetallica Borowiec, 2005
- Dorynota viridisignata (Boheman, 1854)